# Stazione di Nottingham
La stazione di Nottingham (in inglese Nottingham railway station) è la principale stazione ferroviaria di Nottingham, in Inghilterra.
Nel 12 gennaio 2018, la stazione è stato danneggiata da un incendio.